# Шароц
Шароц (арм. շարոց) — армянский десерт, сладость.
Традиционное название «шароц» встречается всё реже. В Армении всё чаще её называют сладким суджухом. В пограничной с Грузией Лорийской области превалирует грузинское название — «чурчхела». Шароц является обязательным атрибутом армянского новогоднего стола.

## Приготовление
Готовится из уваренного виноградного сусла (дошаб), муки, воды, сахара, грецких орехов и специй. В домашних условиях сегодня всё чаще готовится из виноградного сока, уваренного и загущенного мукой. Смесь варят на маленьком огне, непрерывно помешивая. После образования желеобразной массы (шпот) в неё несколько раз макают связки орехов. Высушивают в течение 10—12 дней.
Особенностью приготовления, влияющей на вкус шароца, является обработка виноградного сусла бентонитом, выдержка и процеживание. В традиционном рецепте свежее виноградное сусло процеживается через марлю и для нейтрализации кислот вместо бентонита обрабатывается землёй. Лучшей считается аштаракская земля, называемая дошабной. Её подсушивают на огне, охлаждают, просеивают и сразу же используют. Шароц получается мягче чурчхелы. Кроме этого, отличие от чурчхелы заключается в использовании смеси трёх пряностей: корицы, гвоздики, кардамона.